# 共和广场 (柏林)

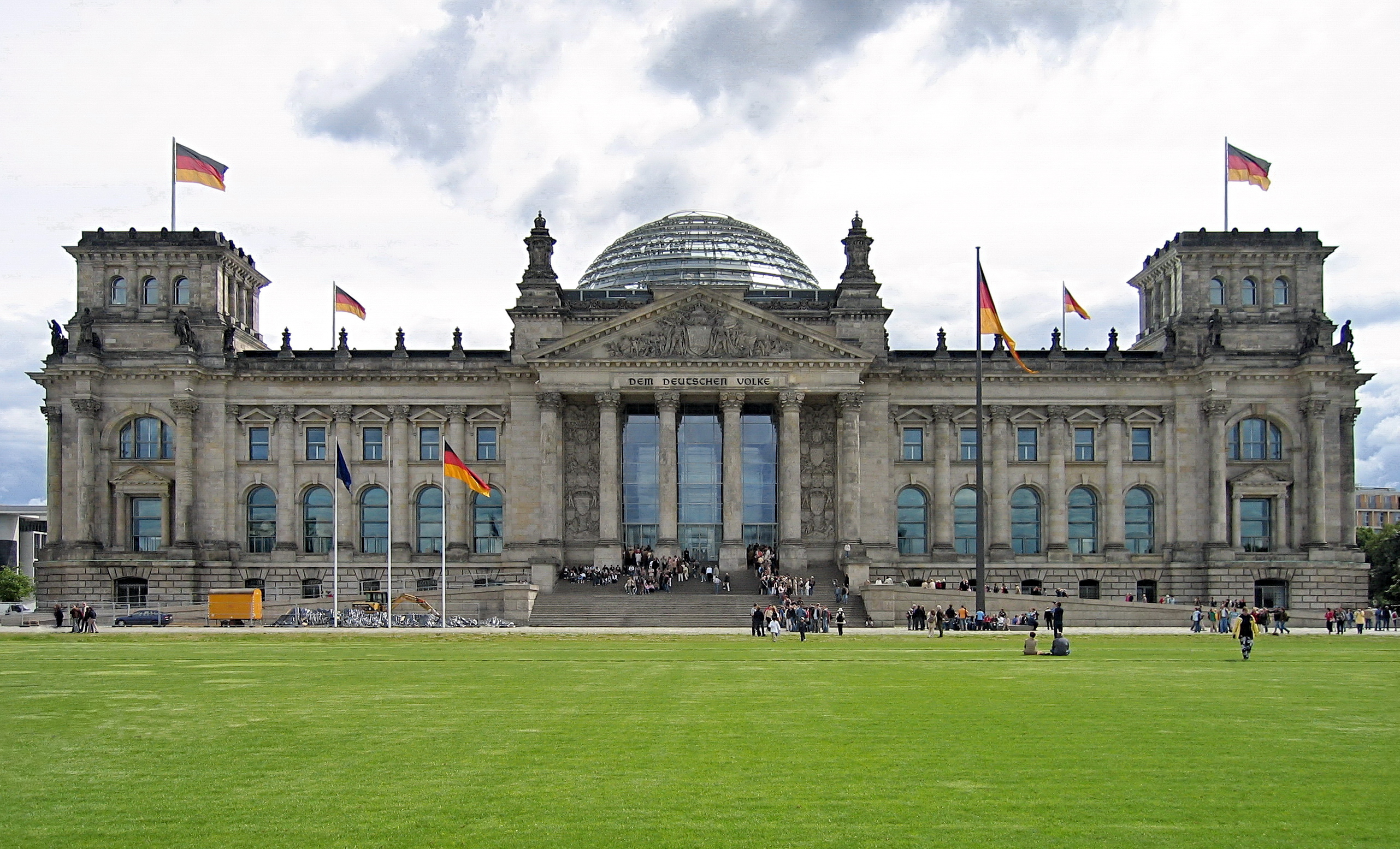
共和广场，背景是德國國會大廈

共和广场（德语：Platz der Republik；德語：[ˈplats deːɐ̯ ʁepuˈbliːk]）是德国柏林的一个广场，位于市中心的大蒂尔加滕公园（Tiergarten），德國國會大廈前方（西侧）。广场面积36,900平方米，几乎全部被草坪覆盖，只有少量树木。
1926年以前，以及1933至1948年之间，它称为“国王广场”（Königsplatz）。胜利纪念柱最初安放在此处，1939年才迁移到现在的位置大角星广场（Der Große Stern）。

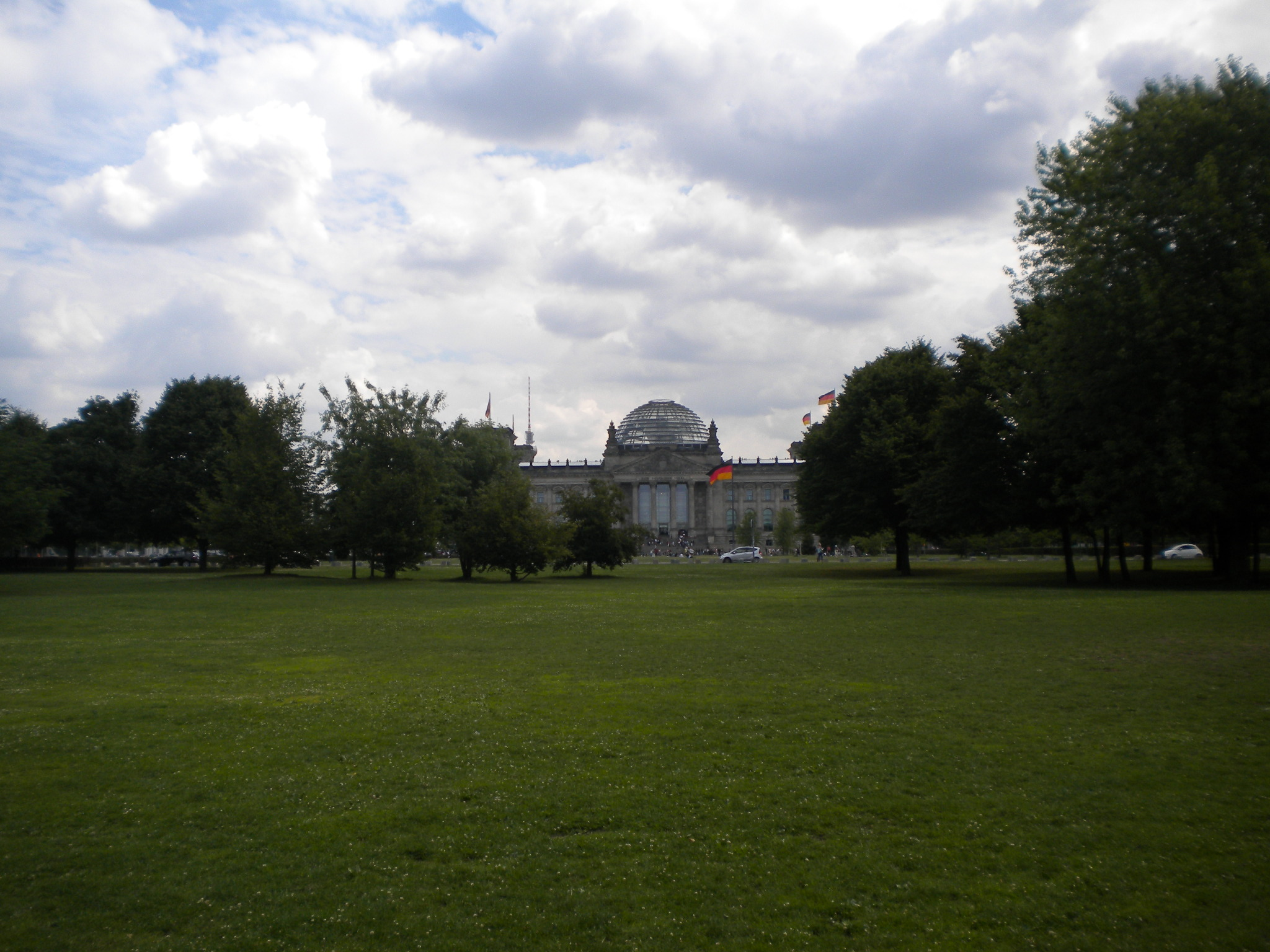

## 历史

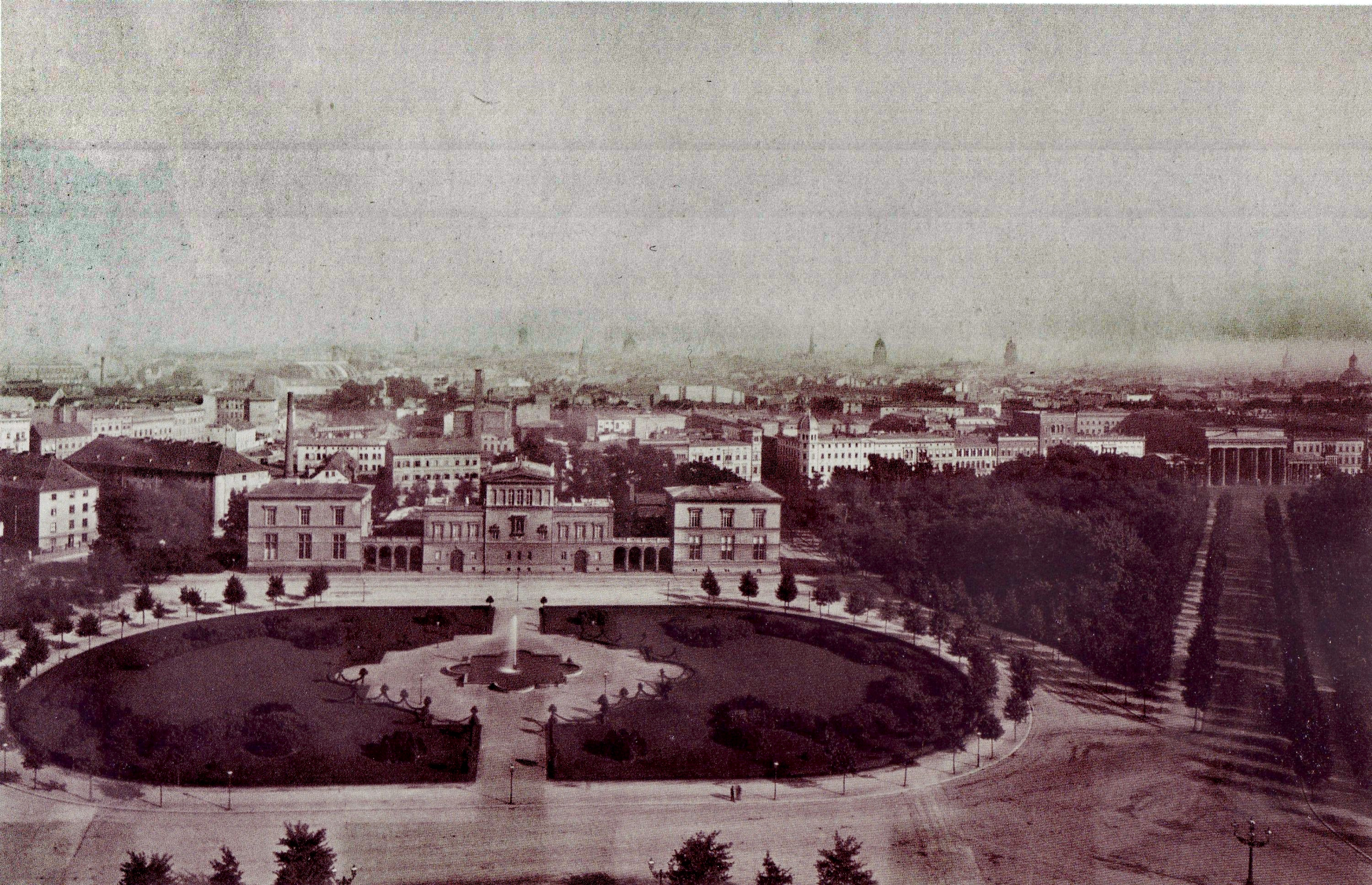
1880年

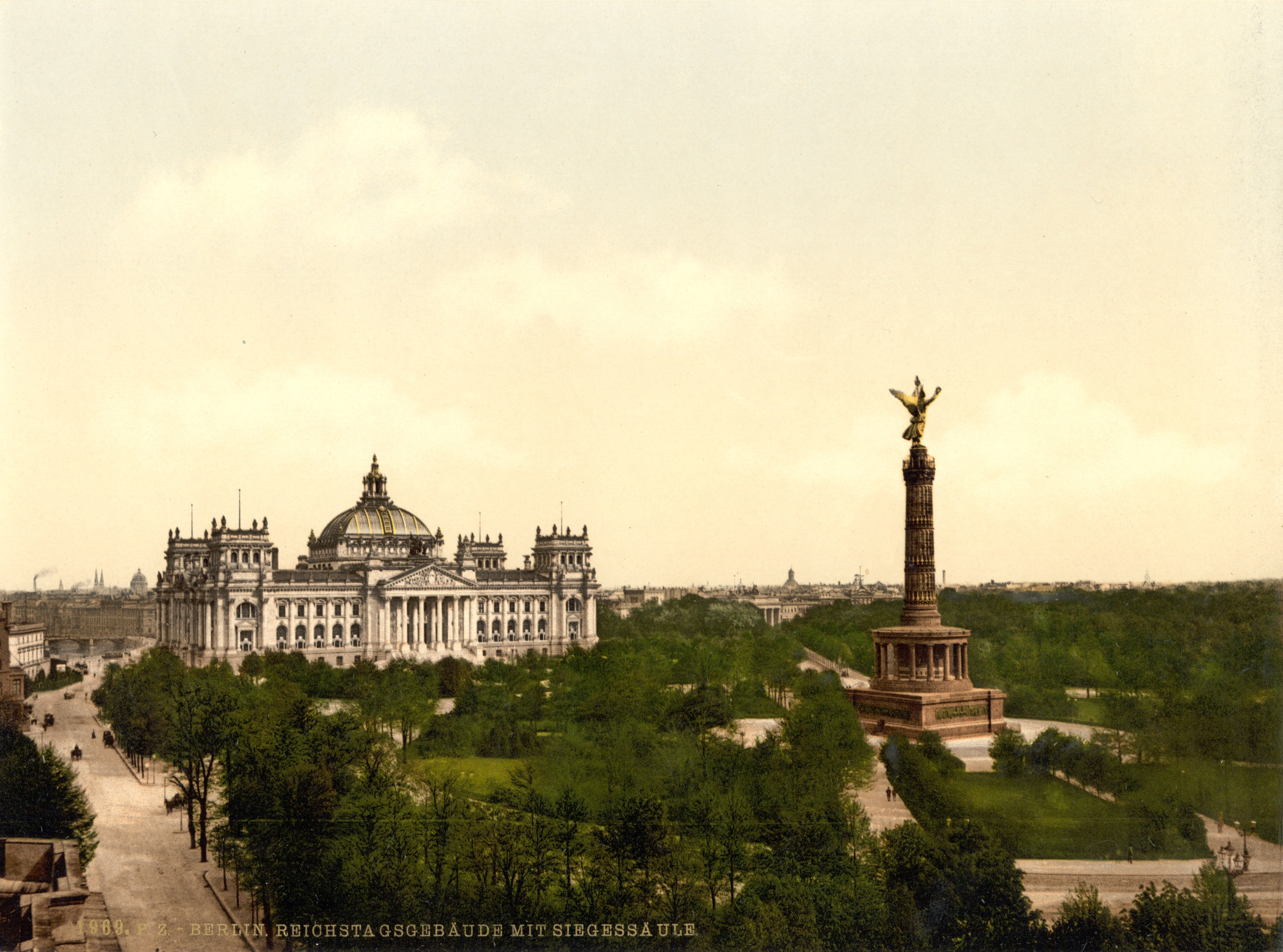
1900年

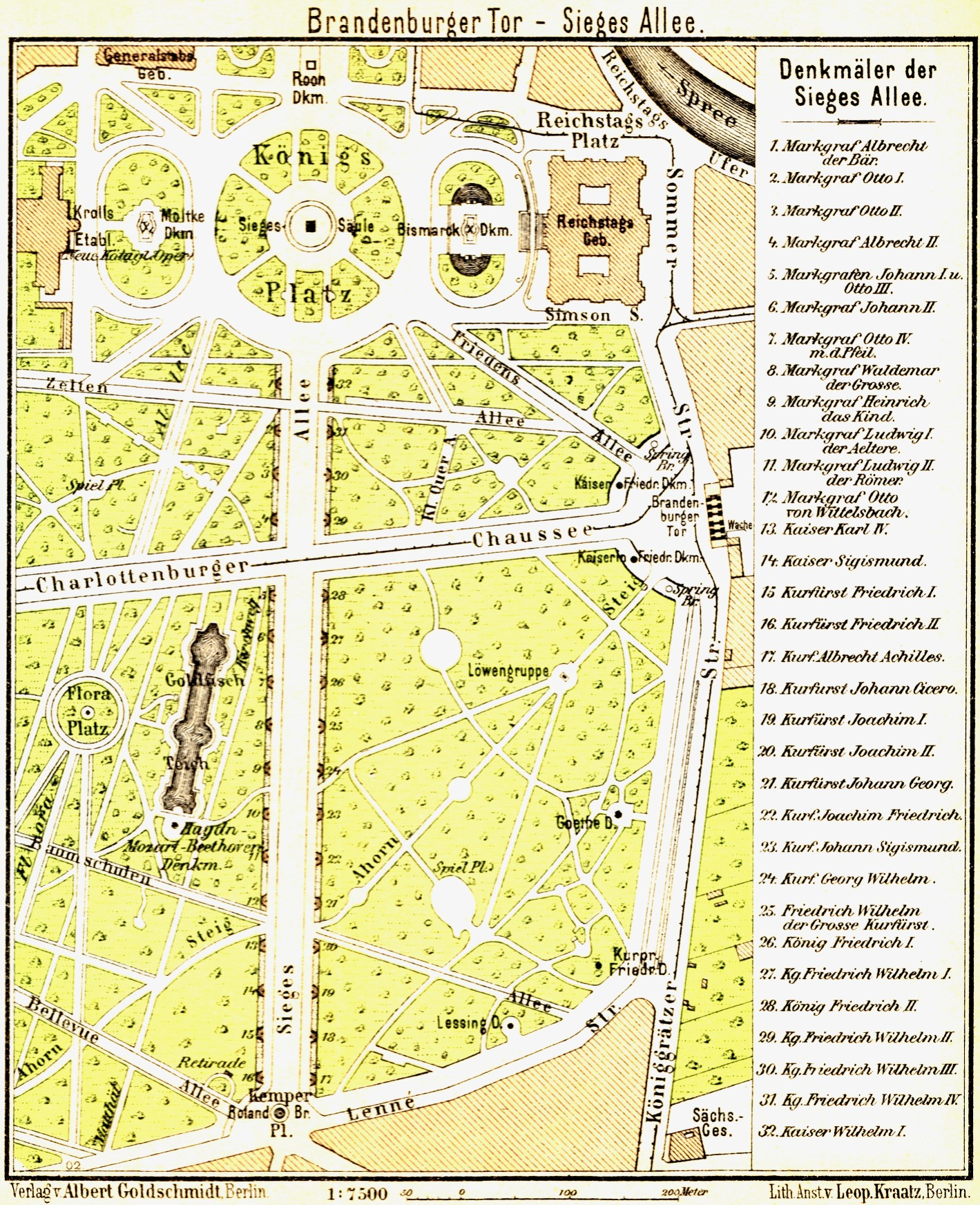
1902年地图

该广场开辟于1735年，腓特烈·威廉一世将其用作阅兵场，当时是一片沙地，称为“勃兰登堡门前的阅兵场”（Exerzierplatz vor dem Brandenburger Tor）。1844年，其西端建起了 Kroll Opera House。
1867年，改为城市广场，名为“国王广场”（Königsplatz）。 1873年，广场中心树立了胜利纪念柱，在新开辟的胜利大道（Siegesallee）的终点。在广场的东端，曾是普鲁士外交官阿塔纳兹·拉辛斯基伯爵的宫殿，在1884-1894年，这里建起了国会大厦。
魏玛共和国期间，因君主制已经废除，该广场遂更名为“共和广场”。1933年纳粹上台后，广场又恢复“国王广场”旧名。1939年，根据宏伟的“世界之都日耳曼尼亚”柏林重建规划，胜利纪念柱迁移到现在的位置大角星广场。第二次世界大战在1945年结束，1948年，该广场恢复“共和广场”的名称。Kroll Opera 在战争中严重受损，最终于1951年拆除。 
柏林墙建成后，就经过国会大厦的后方。这时的广场，由于地处偏僻角落，只是一片大草坪，用作周末烧烤的休闲场所。
1990年两德统一后，该广场重新获得了在柏林的重要地位。1990年10月2日到3日。从1990年10月2日到3日的晚上，广场上升起了一面巨大的德国国旗。1991年，德国国会决定柏林重新成为政府和议会的所在地。国会大厦的修复完成于1999年。

## 活动
1948年秋天，该广场发生了大约30万人参加的大型示威，抗议柏林封锁，市长恩斯特·路透（Ernst Reuter）发表了令人难忘的演讲。
1980年代末，在共和广场举行过许多音乐会，包括1987年大卫·鲍伊、Eurythmics 和創世紀樂團，1988年平克·弗洛伊德以及迈克尔·杰克逊的Bad世界巡回演唱会  
2005年7月22日，一架飞机坠毁在广场上，飞行员死亡。警方后来确定这很可能是自杀。

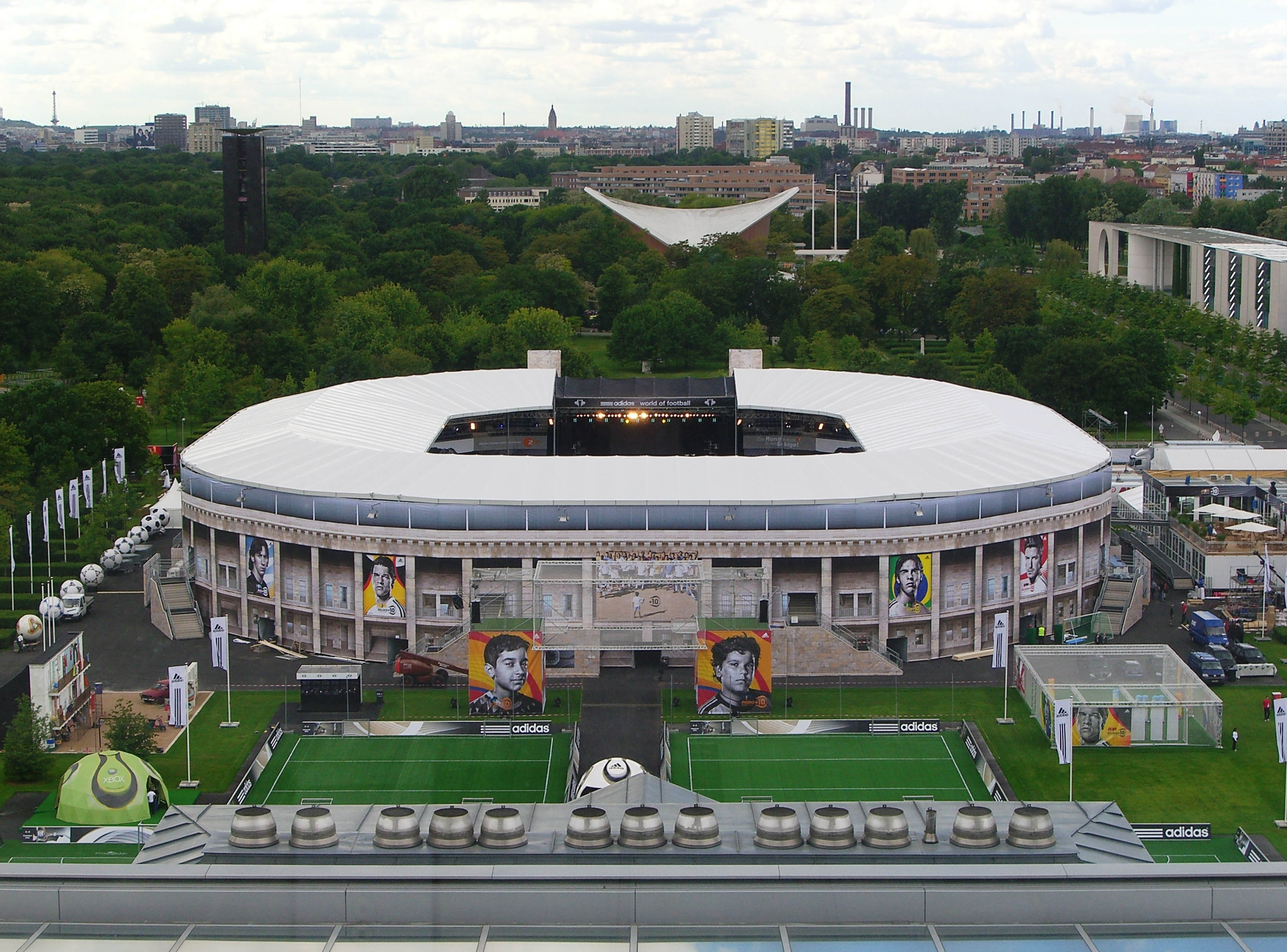
Adidas World of Football，共和广场, 2006